# Shafastadion
Het Shafastadion is een voetbalstadion in de Azerbeidzjaanse stad Bakoe. In het stadion speelt FK Inter Bakoe haar thuiswedstrijden.